# Hakenlöser

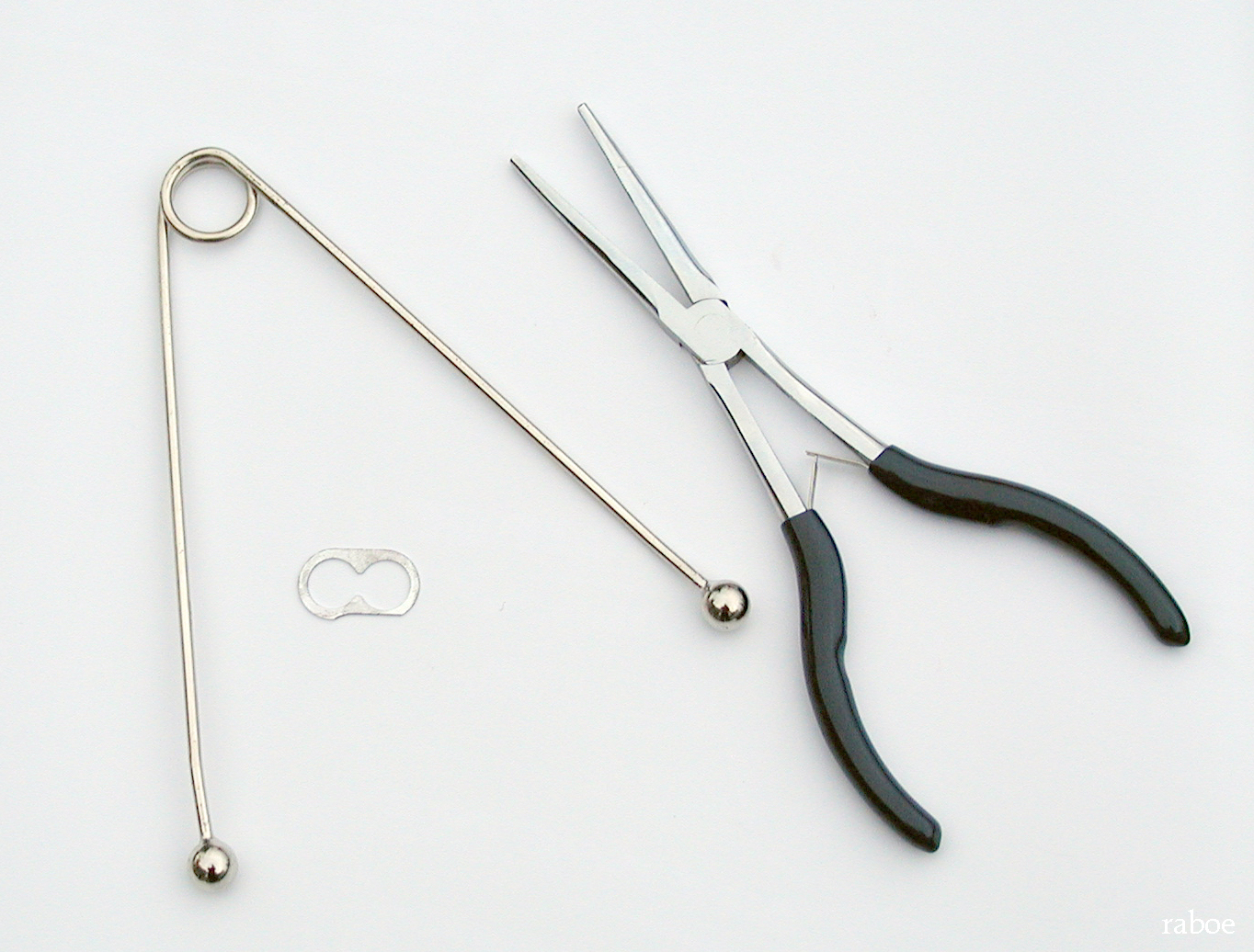
Eine Hakenlösezange und ein Gerät, um das Fischmaul offen zu halten (Angelzubehör)

Der Hakenlöser ist ein Gerät zum Lösen der Angelhaken aus dem Fischmaul.
Aus Tierschutzgründen ist in Deutschland das Mitführen eines Hakenlösers beim Angeln vorgeschrieben. Mit dem Hakenlöser, einem dünnen Stab mit eingekerbtem Ende, kann der Angelhaken ergriffen, entgegen der Richtung des Eindringens geschoben und aus dem Fischmaul entfernt werden. Bei Fischen mit scharfen Zähnen empfiehlt sich die Verwendung einer Hakenlösezange, die insbesondere beim Angeln nach Hechten oder Meeresfischen benutzt wird, da hier die Haken besonders tief eindringen. Außerdem wird zusätzlich eine „Maulsperre“ (Bild rechts), bei Hecht und Zander, verwendet, weil diese Fische sehr scharfe Zähne und einen kräftigen Kiefer besitzen.
Auch Arterienklemmen und Nadelhalter (aus dem medizinischen Bereich) sind geeignet und werden verwendet.
Allerdings gibt es im Gebiet der Hakenlöser neue Entwicklungen, welche nur noch ein Werkzeug erfordern und versprechen, den Haken lösen zu können, ohne den Fisch dabei zu berühren; wie zum Beispiel den sogenannten Larchy.